# S-20
La autovía de Acceso Oeste a Santander (S-20) es una autovía que sirve de acceso desde el oeste a la ciudad de Santander, en Cantabria (España). Su recorrido consta de 5 kilómetros en los que une La Albericia con la Autopista A-67  a la altura de Santa Cruz de Bezana.
Se inicia en la glorieta de La Albericia, en donde enlaza con la avda. de La Constitución y la de Los Castros, y llega al municipio de Santa Cruz de Bezana donde enlaza con la Autopista A-67. Junto con la S-10, es la principal vía de acceso a la capital cántabra
Fue construida en los años 90 siendo inaugurada el 7 de enero de 1997.

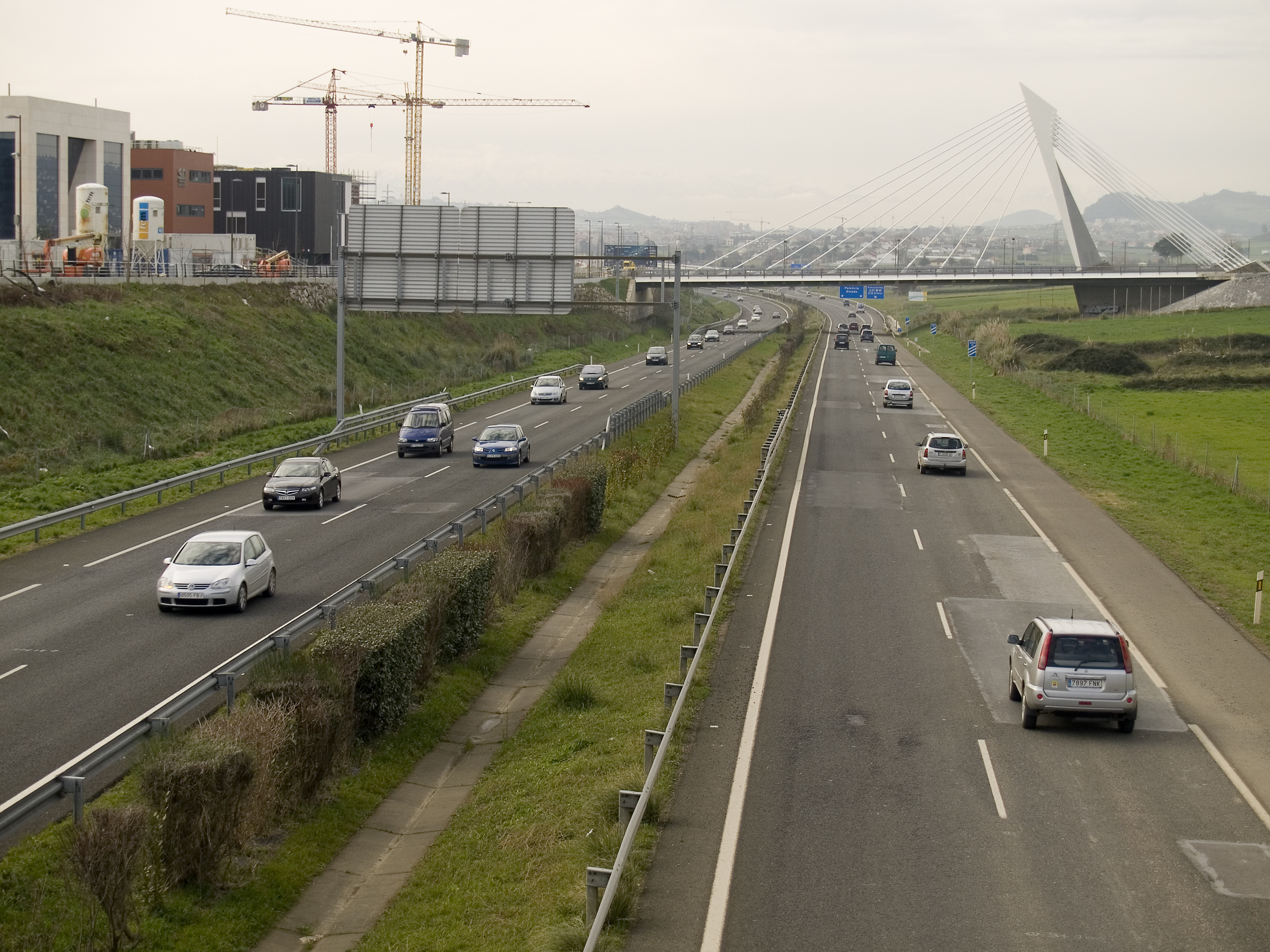
La S-20 a su paso por el Parque Científico y Tecnológico de Cantabria (PCTCAN).

## Tramos
| Denominación | Tramo                                                             | Año servicio | Longitud (km) |
| ------------ | ----------------------------------------------------------------- | ------------ | ------------- |
| S-20         | Avenida de los Castros (La Albericia) - A-67 Santa Cruz de Bezana | 1997         | 6             |

## Salidas
| Número de salida | Nombre de salida                                       | Carretera que enlaza |
| ---------------- | ------------------------------------------------------ | -------------------- |
|                  | Av. de los Castros Av. de la Constitución La Albericia |                      |
|                  |                                                        |                      |
|                  | Túnel de La Albericia                                  |                      |
| 2                | Centro comercial La Albericia Cazoña Corbán Liencres   | CA-231               |
| 3                | Santander Bilbao Puerto Aeropuerto Herrera de Camargo  |                      |
| 5B               | Torrelavega Palencia Oviedo                            |                      |